# Mifepriston
Mifepriston (eng. Mifepristone) je abortivno kemijsko sredstvo kojega se u Hrvatskoj prodaje pod imenom eng. Mifegyne 200. U Hrvatskoj se koristi od početka 2015. godine, a u čitavoj Europi se tim i drugim kemijskim sredstvima izvede oko pola pobačaja.
Mifepriston je sintetički steroid, koji blokira djelovanje progesterona, te kod primjene u prva dva mjeseca trudnoće izaziva pobačaj s 95% sigurnošću.

## Osnovne informacije
Kod francuske kompanije Roussel Uclaf, koja je sredstvo dizajnirala 1980. godine, ono je izvorno dobilo oznaku RU-486. Sredstvo se koristi u Francuskoj od 1987., a u Sjedinjenim Američkim Državama od 2000. godine.
Nakon upotrebe, očekuje se kod pacijentice vaginalno krvarenje tijekom 9 do 16 dana, a kod oko 8% pacijentica bilježi se vaginalno krvarenje koje traje 30 dana i više.
U oko 5% slučajeva se kod pacijentica bilježi teška krvarenja. U kliničkim ispitivanjima, utvrđeno je da između 10 i 30 posto pacijentica postoji potreba za kirurškom intervencijom, nakon što je lijek već uzet.
Česte nuspojave korištenja mifepristona su bol i grčevi utrobe, bolovi u leđima, proljev, mučnina, glavobolja i povraćanje.

## Način korištenja
Korištenje mifepristona traži, tipično, tri posjeta liječniku. Kod prvog posjeta, obavi se pregled pacijentice koji bi trebao isključiti one kod kojih bi primjena sredstva mogla biti izrazito rizična po zdravlje trudnice; tom prigodom pacijentica proguta pilulu. Kod drugog pregleda 36 do 48 sati nakon toga - u tom razdoblju prestaje dostava hranjiva plodu - pacijentici se daje sintetički prostaglandin (obično misoprostol), koji uzrokuje snažnije grčenje maternice, te embrio u pravilu bude istisnut u naredna 4 sata, koje pacijentica često provede u bolnici. Kod oko 30% pacijentica embrio bude istisnut nako nešto razdoblja dužeg od 4 sata, ponekada uz čekanje do 5 dana. Nakon približno dva tjedna nakon drugog posjeta liječniku, utvrđuje se na trećem liječničkom tretmanu je li pobačaj izvršen do kraja, ili je potrebno izvršiti kirurški zahvat da ga se dovrši; takvom zahvatu se treba pristupiti u 5 do 10% slučajeva.

## Vanjske poveznice
- Prospekt za Mifegyne 200, kod irske Health Products Regulatory Authority (HPRA)  Arhivirana inačica izvorne stranice od 22. listopada 2019. (Wayback Machine), pristupljeno 18. ožujka 2019. godine
- O dostupnosti abortivne pilule u Hrvatskoj, Silvija Jakovljević kod Libela.org, 3. studenog 2018.